# 小宮正江
小宮 正江（こみや まさえ、1975年5月8日 - ）は、日本の女子ゴールボール選手。ゴールボール女子日本代表。クラスは視覚障害カテゴリーB2。シーズアスリート所属。

## 人物
福岡県生まれ、小学生の時に網膜色素変性症を発症。九州産業大学卒業。2001年、ゴールボール日本選手権に初出場で優勝。
2004年、アテネパラリンピックに初出場で銅メダルを獲得。2008年の北京パラリンピックでは7位に終わるも、キャプテンとして臨んだ2012年のロンドンパラリンピックでは念願の金メダルに輝いた。2014年に一度引退するも、2016年復帰。
4度目の出場となったリオデジャネイロパラリンピックでは5位に終わった。

## 受賞
- 厚生労働大臣賞（2004、2012年）
- 福岡県民スポーツ栄誉賞（2004年、2012年）
- 福岡市スポーツ栄誉賞（2004年、2012年）
- 毎日スポーツ人賞（2012年)
- 西日本スポーツ賞（2013年)